# Sejrogn
Sejrogn (koreansk: 명란 myeongnan) er rogn af Gadus chalcogrammus. Saltet sejrogn (japansk: 明太子 mentaiko, koreansk: 명란젓 myeongnan-jeot) er marineret rogn fra sej og stillehavstorsk og er en almindelig ingrediens i det koreansk og japanske køkken. Mentaiko er en videreudvikling af myeongnan jeot, koreansk jeotgal, der blev introduceret i Japan efter den russisk-japanske krig (1904-1905). Toshio Kawahara (川原 俊夫 Kawahara Toshio), en Busan-født japaner, tilpassede koreansk mentaiko til japansk smag i Fukuoka i 1949, så den typiske krydring og smag nu er anderledes i Japan end i Korea
Mentaiko laves med flere forskellige slags smag og farver og kan købes i lufthavne og på store stationer. Den spises normalt med onigiri men kan også nydes alene sammen med sake. En almindelig variant er krydret mentaiko (辛子明太子 karashi mentaiko) fra Hakata i Fukuoka.
Mentaiko blev nomineret som Japans sideret nummer et i det japanske magasin Shuukan Bunshun.